# American Machine Manufacturing Company
American Machine Manufacturing Company war ein US-amerikanischer Hersteller von Automobilen.

## Unternehmensgeschichte
Das Unternehmen wurde 1906 in Detroit in Michigan gegründet. David Blumenthal war Präsident, Charles C. Simons Vizepräsident, F. V. Nicol Sekretär und Schatzmeister und W. J. Grant Superintendent. Das Unternehmen verpflichtete Paul Arthur als Chefingenieur. Das Unternehmen stellte zunächst Fahrzeugbestandteile und Motoren her. 1907 begann die Produktion von Automobilen, wobei der Schwerpunkt auf Nutzfahrzeugen lag und nur wenige Personenkraftwagen entstanden. Der Markenname lautete Commerce. 1908 endete die Produktion.
Es gab keine Verbindung zur Commerce Motor Car Company, die Motorfahrzeuge mit dem gleichen Markennamen herstellte.

## Fahrzeuge
Das Hauptprodukt waren Lastkraftwagen. Einige Fahrzeuge konnten leicht umgebaut werden, sodass sie entweder als Pkw oder Lieferwagen einsetzbar waren.

### Model 17
Dabei war der Personenwagen als großer, fünfsitziger Tourenwagen für Hotels gedacht und wurde als 30 HP Model 17 angeboten. Mit einem Listenpreis von 3500 US-Dollar ist er der damaligen Oberklasse zuzuordnen. Einige Daten zum Motor liegen vor. Demnach hatte dieser Vierzylindermotor eine Bohrung von 4,75 Zoll (120,65 mm) und einem Hub von 4,25 Zoll (107,95 mm). Vermerkt wird ein Hubraum 301,6 c.i. entsprechend 4,9 Liter. Ein Vierzylindermotor mit 4,75 Zoll Zylinderbohrung erhält ein A.L.A.M.-Rating von 36,1 HP. Weitere Motordaten liegen nicht vor; insbesondere fehlen Angaben zur Ventilsteuerung, zum Vergaser, zur Kühlung und zum Antrieb, also zu Getriebe, Kupplung und der Antriebsart (Kardanwelle oder Kettenantrieb).
Der Radstand von 109 Zoll (2769 mm) stimmt mit dem kleinsten LKW überein. Dass keinerlei technischen Besonderheiten vermerkt werden, deutet darauf hin, dass ein konventioneller Kastenrahmen als Fahrgestell verwendet wurde. Ein solches unterschied sich vom Frontlenker-Fahrgestell praktisch nur in der Position des Motors im Rahmen. Üblich war eine Aufhängung mit Halbelliptik-Blattfedern und die Verwendung von Starrachsen vorn und hinten. Auch zu den verwendeten Bremsen können keine Angaben gemacht werden. Das Fahrgestell war aber als Rechtslenker ausgeführt, und es wurden Räder der Dimension 3 × 4 Zoll vorn und 35 × 5 Zoll hinten verwendet. Das Fahrzeug wog 4000 lbs (ca. 1,8 t).

### Nutzfahrzeuge
Der erste Commerce-LKW war ein Frontlenker mit einer Nutzlast von 2,5 sh. tn. (2,3 t) und ebenfalls einem Vierzylindermotor mit 30 bhp (22,4 kW) Leistung. Mit einiger Wahrscheinlichkeit handelte es sich um den gleichen Motor, der im Model 17 verwendet wurde. Auch dieses Fahrgestell hatte einen Radstand von 109 Zoll (2769 mm). Am hier verwendeten Antrieb mit Doppelketten auf die Hinterräder hielt das Unternehmen auch bei den 1908 eingeführten, größeren Lastkraftwagen fest. Bekannt sind ein Model A mit 3 sh.tn (2,7 t) Nutzlast, 35 HP-Vierzylindermotor und 111 Zoll (2819 mm) Radstand. Model C mit 5 sh. tn. (4,5 t) Nutzlast und einem Radstand von 130 Zoll (3302 mm) hatte ein Gesamtgewicht von 8400 lbs (3,8 t).

## Übersicht Nutzfahrzeuge
| Modelljahr | Modell  | Nutzlast sh. tn. / kg | Motor | Leistung bhp / kW | Radstand Zoll/mm | Gesamtgewicht lb / kg | Quelle      |
| ---------- | ------- | --------------------- | ----- | ----------------- | ---------------- | --------------------- | ----------- |
| 1907–1908  | 2.5 ton | 2,5 / 2268            | R4    | 30 / 22,4         | 109 / 2769       | 3200 / 1450           | [ 2 ] [ 5 ] |
| 1908       | Model A | 3,0 / 2722            | R4    | 35 / 29,1         | 111 / 2819       | 5800 / 2630           | [ 2 ] [ 5 ] |
| 1908       | Model C | 5,0 / 4536            | R4    |                   | 130 / 3302       | 8400 / 3810           | [ 2 ] [ 5 ] |

## Anmerkung
1. ↑  Aus der Umrechnung solcher wahrscheinlich gerundeter Ausgangswerte kann sich Scheingenauigkeit ergeben.
2. ↑  Üblicherweise wurde zu dieser Zeit die A.L.A.M.-Formel verwendet. Die Association of Licensed Automobile Manufacturers, eine 1900 gegründete Vereinigung der Automobilindustrie, hatte sie 1903 eingeführt. Die Leistung wird nicht gemessen, sondern berechnet: Zylinderbohrung² × Anzahl Zylinder; das Ergebnis wird durch die Konstante 2,5 dividiert. Diese Methode wurde auch vom RAC in Großbritannien verwendet.